# Sistema de Puentes de Honshū–Shikoku

Ubicaciones de las autopistas que componen el sistema de puentes de Honshū-Shikoku

El Sistema de Puentes de Honshū–Shikoku es una serie de puentes que conecta las islas de Honshu y Shikoku a través del mar interior de Seto en Japón. Anteriormente eran accesibles solamente por transbordador. Consiste en tres conexiones principales. Todos los puentes son administrados por la Honshu-Shikoku Bridge Expressway Company y la Japan Expressway Holding and Debt Repayment Agency  (日本高速道路保有・債務返済機構). El sistema contiene tres autopistas con sus respectivos puentes.

## Autopista Kobe-Awaji-Naruto

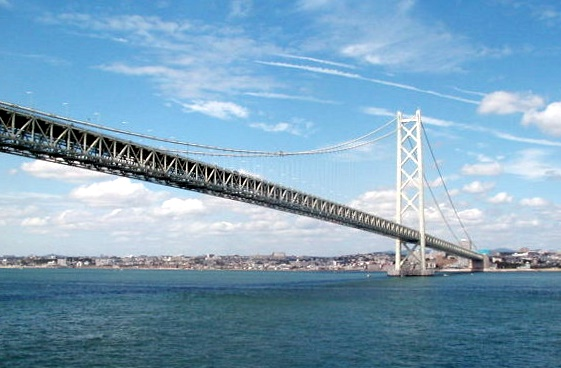
Puente Akashi-Kaikyo

La autopista oriental se completó en 1998. Esta conexión une la prefectura de Hyōgo en Honshu con la prefectura de Tokushima en Shikoku, a través del estrecho de Akashi, pasando por la isla de Awaji por la mayoría del trayecto. Esta ruta se conecta a la autopista Sanyō en su extremo norte, permitiéndole al tráfico una conexión a Himeji en Kobe, y otras ciudades importantes en Honshū
Esta conexión utiliza tres puentes de suspensión. El Akashi Kaikyō es el puente colgante más largo del mundo, y conecta Kobe a la isla de Awaji (Minamiawaji, Hyogo). Los otros puentes son el puente de Ōnaruto, que conecta Awaji a la isla de Ōge(Naruto, Tokushima) a través del estrecho de Naruto, y el puente de Muya que conecta la isla de Ōge con Shikoku.
A pesar de que inicialmente se había diseñado para acomodar vías ferroviarias junto con tránsito vial, al final se decidió por razones económicas limitarlo a sólo tráfico vial.

## Autopista de Seto-Chūō

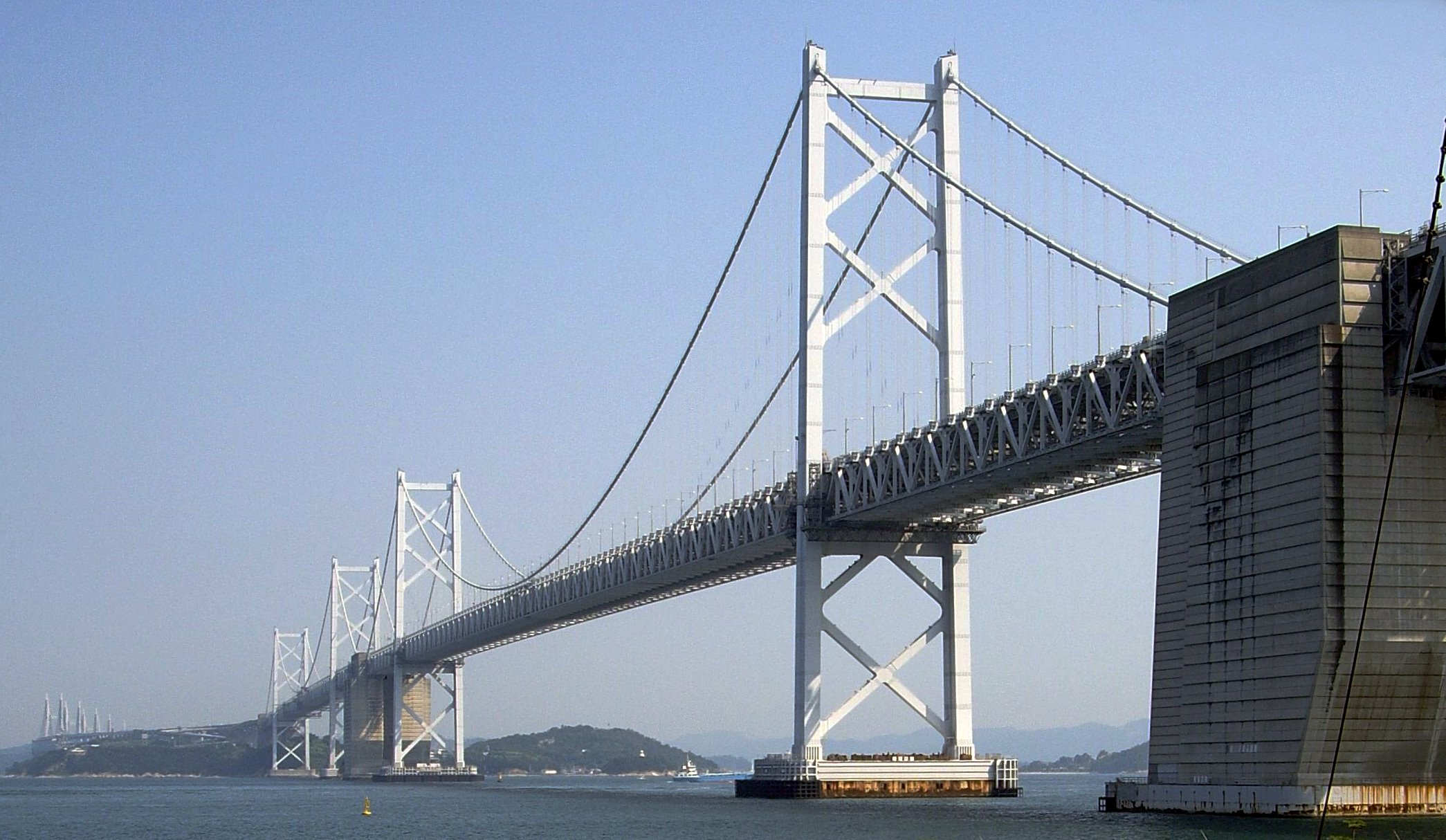
El Gran puente de Seto

La autopista central fue completada en 1988. Muy conocida por el Gran puente de Seto que, como parte de esta línea, conecta la prefectura de Okayama a la prefectura de Kagawa. Usa una serie de seis puentes principales y cinco viaductos. Los seis puentes son: el puente de Shimotsui-Seto, el puente de Hitsuishijima, el puente de Iwakurojima, el puente de Yoshima, el puente de Kita Bisan-Seto y el puente de Minami Bisan-Seto. 
Los puentes de Seto-Chūō también son usados por las líneas férreas JR (línea de Seto-Ōhashi), y están diseñados para acomodar el sistema Shinkansen de alta velocidad en el futuro, a pesar de que no hay planes en existencia de extender el Shinkansen hasta Shikoku.

## Autopista de Nishiseto

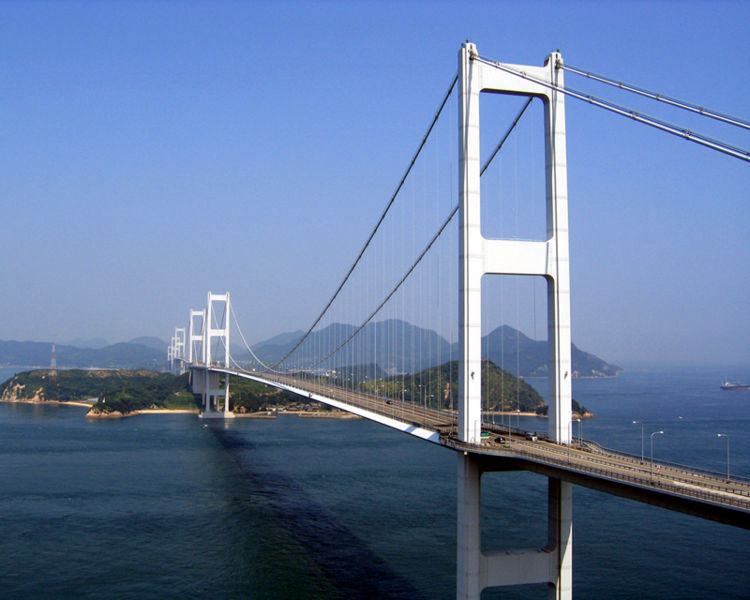
Puente de Kurushima-Kaikyo

La autopista occidental se completó en 1999. Se conoce normalmente como la Shimanami Kaidō, esta conecta la prefectura de Hiroshima con la prefectura de Ehime. El enlace posee nueve puentes: el puente de Shin-Onomichi, el puente de Innoshima, el puente de Ikuchi, el puente de Tatara, el puente de Ōmishima, el puente de Hakata-Ōshima y el puente con tres secciones de Kurushima-Kaikyō. Es la única ruta por la que se puede cruzar en bicicleta o a pie.